# ريجنسي بنغازي

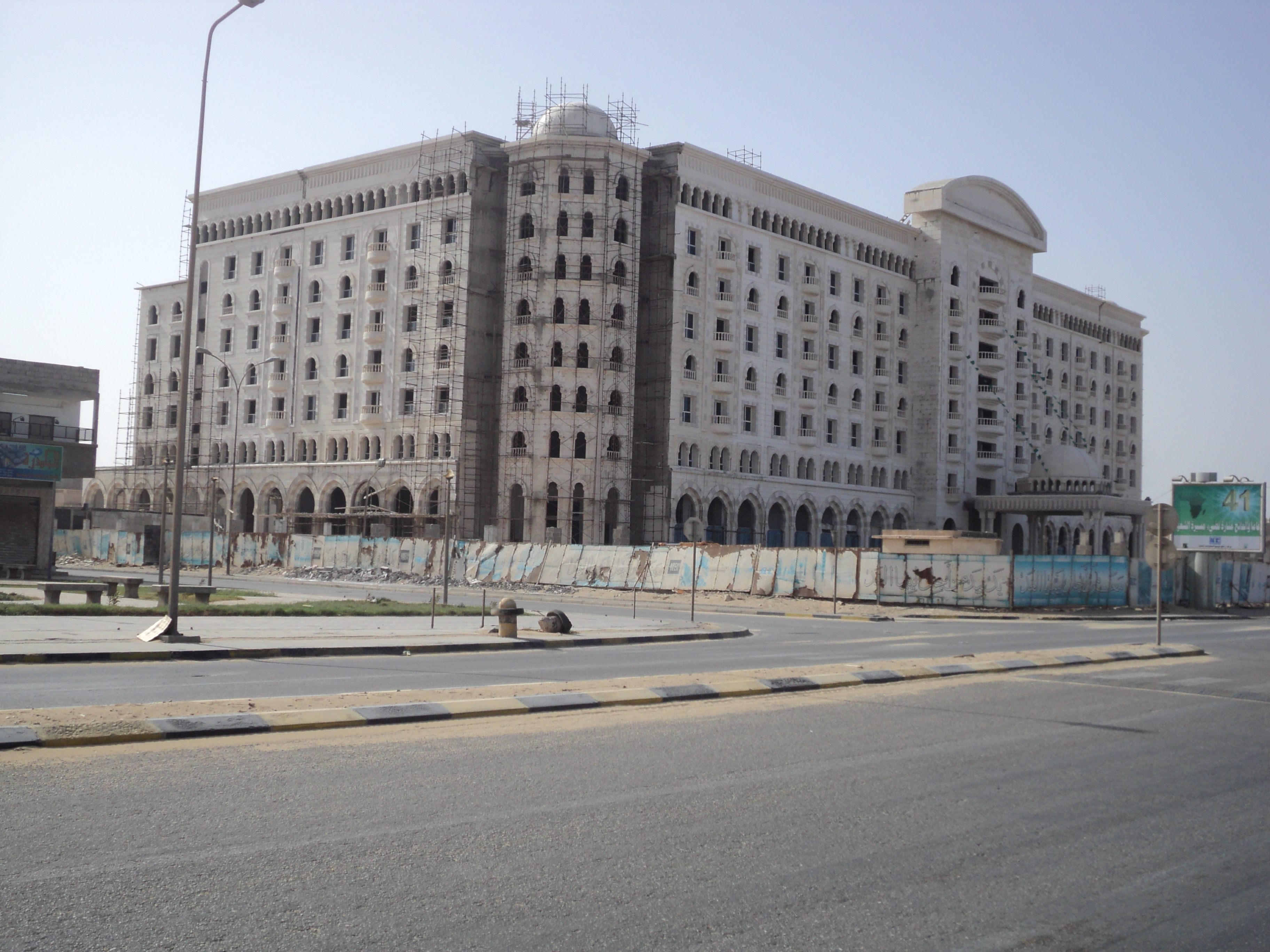
ريجنسي بنغازي أثناء البناء 2010.

فندق ريجنسي بنغازي هو مشروع فندقي من فئة الخمسة نجوم يتم تنفيذه بمدينة بنغازي، ليبيا وباشرت الشركة المنفذة للمشروع العمل فيه منذ 1 يناير 2008.
ويقع الفندق بحي الصابري مقابل لشاطئ البحر المتوسط.
وحسب الموقع الرسمي للشركة فان القيمة الاستثمارية للفندق تبلغ 215 مليون دينار ليبي.
تملك المشروع الشركة الليبية المتحدة للاستثمار السياحي المساهمة والتي تأسست وفق قرار من اللجنة الشعبية العامة وبرأس مال يبلغ 500 مليون دينار ليبي، والتي تعاقدت مع شركة رامكو ليبيا للمقاولات العامة وهي أحد الشركات المشتركة مع صندوق الإنماء الاقتصادي والاجتماعي على تنفيذ المشروع، أما بخصوص الإشراف وإدارة أعمال تنفيذ المشروع فقد أوكلت للمكتب الاستشاري الأمريكي العالمي «أرمسترونج».

## مرافق الفندق
- تبلغ مساحة الأرض 42000م²
- يتكون الفندق من 8 طوابق
- 376 غرفة و 36 جناح
- 6 أجنحة رئاسية
- قاعة متعددة الأغراض
- ملاعب تنس
- أحواض سباحة مغلقة ومفتوحة
- موقف سيارات
- مسطحات خضراء
- مركز تجاري.

## وصلات خارجية
- فندق بنغازي على ultico.ly